# Raimondo D’Inzeo
Raimondo D’Inzeo (ur. 2 lutego 1925 w Poggio Mirteto, zm. 15 listopada 2013 w Rzymie) – włoski jeździec sportowy, wojskowy, wielokrotny medalista olimpijski. Brat Piero D’Inzeo.
Startował w konkurencji skoków przez przeszkody. Ośmiokrotnie, nieprzerwanie od 1948 do 1976, brał udział w igrzyskach olimpijskich. Zawsze towarzyszył mu brat. Pierwszy medal olimpijski zdobył w 1956, ostatni szesnaście lat później, łącznie zgromadził ich sześć. Dwukrotnie, w roku 1956 i 1960 był indywidualnym mistrzem świata. Największy sukces odniósł w Rzymie, zdobywając złoty medal olimpijski.

## Starty olimpijskie (medale)
Melbourne (Sztokholm) 1956
- konkurs indywidualny i drużynowy (na koniu Merano) – srebro

Rzym 1960
- konkurs indywidualny (Posillipo) – złoto
- konkurs drużynowy (Posillipo) – brąz

Tokio 1964
- konkurs drużynowy (Posillipo) – brąz

Monachium 1972
- konkurs drużynowy (Fiorello II) – brąz